# 恐怖の岬
『恐怖の岬』（きょうふのみさき、原題: Cape Fear）は、1962年に公開されたアメリカ映画。

## 解説
真っ当に暮らす弁護士一家を逆恨みした男によるストーキングの恐怖を描いた、グレゴリー・ペックとロバート・ミッチャム共演のサスペンス映画。原作はジョン・D・マクドナルドの『法に叛く男』。1991年には『ケープ・フィアー』としてリメイクされ、本作と共に脚光を浴びることになった。なお、グレゴリー・ペック、ロバート・ミッチャム、マーティン・バルサムの3人は『ケープ・フィアー』に、本作とは正反対のひねりの効いた役でカメオ出演している。

## あらすじ
弁護士のサムは妻のペギーと娘のナンシーとの3人で幸せに暮らしていた。だがある日、長い間服役をしていた性犯罪者のマックスという男が出所する。マックスは自分が牢屋に入れられたのはサムが証言したせいであると恨みを募らせており、サムへの復讐を開始する。マックスの目論みに気づいたサムは一家を守るために対抗手段をとる。

## キャスト
| 役名                     | 俳優                   | 日本語吹替                                                              | 日本語吹替 |
| 役名                     | 俳優                   | NETテレビ版                                                             | BD版       |
| ------------------------ | ---------------------- | ----------------------------------------------------------------------- | ---------- |
| サム・ボーデン           | グレゴリー・ペック     | 城達也                                                                  | 田中秀幸   |
| マックス・ケイディ       | ロバート・ミッチャム   | 浦野光                                                                  | 銀河万丈   |
| ペギー・ボーデン         | ポリー・バーゲン       | 富田恵子                                                                | 唐沢潤     |
| ナンシー・ボーデン       | ロリ・マーティン       | 恵比寿まさ子                                                            | 嶋村侑     |
| マーク・ダットン警察署長 | マーティン・バルサム   | 島宇志夫                                                                | 秋元羊介   |
| デーブ・グラトン         | ジャック・クルーシェン |                                                                         |            |
| チャーリー・シーバース   | テリー・サバラス       | 小林清志                                                                | 菅生隆之   |
| ダイアン・テイラー       | バリー・チェイス       |                                                                         |            |
| ジョージ・ガーナー       | ポール・コミ           |                                                                         | 板取政明   |
| 裁判長                   | エドワード・プラット   |                                                                         |            |
| 不明 その他              |                        | 勝田久 小原乃梨子 八奈見乗児 和田啓 細井重之 松村彦次郎 矢田耕司 栗葉子 |            |
|                          |                        |                                                                         |            |
| 演出                     | 演出                   | 山田悦司                                                                |            |
| 翻訳                     | 翻訳                   | 森田博                                                                  |            |
| 効果                     |                        |                                                                         |            |
| 調整                     | 調整                   | 安達精治                                                                |            |
| 制作                     | 制作                   | グロービジョン                                                          |            |
| 解説                     | 解説                   | 淀川長治                                                                |            |
| 初回放送                 | 初回放送               | 1968年5月26日 『日曜洋画劇場』                                          |            |

- BD版吹替 - 2012年に発売された海外盤BDに初収録。2017年に日本で発売されたBDにも収録されている。

## ソフト化・リメイク
VHS
1992年にCIC・ビクター ビデオより発売。
DVD
2001年にソニー・ピクチャーズ エンタテインメントからリメイク作『ケープ・フィアー』とのツインパックが発売し、2002年に同レーベルから単品で発売。2003年からユニバーサル・ピクチャーズ・ジャパンからもDVDが発売。